# Schronisko w Żurowej Drugie
Schronisko w Żurowej Drugie – schronisko w grupie skał Borówka na szczycie wzgórza Wierzchowina (360 m n.p.m.), położonego tuż po północnej stronie drogi wiodącej z Żurowej do Ołpin. Znajduje się w granicach wsi Żurowa w województwie małopolskim, w powiecie tarnowskim, w gminie Szerzyny. Pod względem geograficznym znajduje się na Pogórzu Ciężkowickim będącym częścią Pogórza Środkowobeskidzkiego.
Schronisko znajduje się na wysokości 1,4 m w południowo-wschodniej ścianie skały Kapliczka, która jest obiektem wspinaczki skalnej. Za otworem jest wznoszący się i zwężający korytarzyk. Po 2 m jest na nim zacisk oszerokości do 0,2 m i wysokości do 0,5 m. Za zaciskiem korytarz rozszerza się do około 1 m i po około 1,5 m kończy się zawaliskiem.
Schronisko znajduje się w skałach zbudowanych z piaskowca ciężkowickiego. Powstało na szczelinie rozszerzonej wskutek wietrzenia mrozowego. Jest w całości widne, na dnie jest gruz.
Zacisk schroniska został rozkuty w 1992 r. przez grotołazów ze Speleoklubu Dębickiego, a w 1994 r. schronisko zostało ujęte w wykazie jaskiń i schronisk podskalnych Beskidów i Pogórza. Plan opracował T. Mleczek.
W skałach Borówka znajduje się jeszcze Schronisko w Żurowej Pierwsze.

## Przypisy

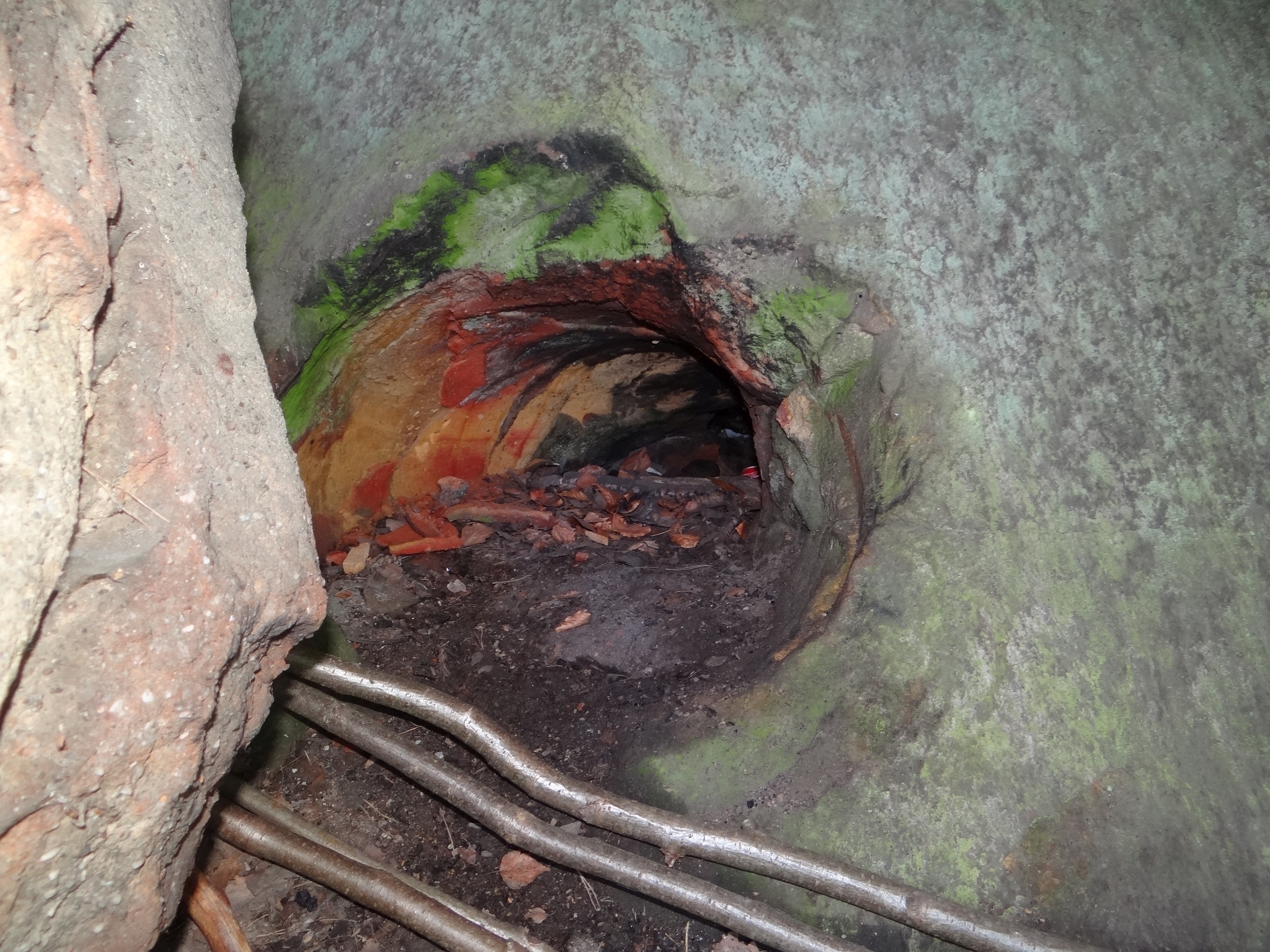
Otwór schroniska